# Осеєво
Осе́єво (рос. Осеево) — присілок у складі Лосино-Петровського міського округу Московської області, Росія.

## Населення
Населення — 341 особа (2010; 294 у 2002).
Національний склад (станом на 2002 рік):
- росіяни — 93 %